# 417-й истребительный авиационный полк ПВО
417-й истребительный авиационный полк ПВО (417-й иап ПВО) — воинская часть истребительной авиации ПВО, принимавшая участие в боевых действиях Великой Отечественной войны.

## Наименования полка
- 936-й истребительный авиационный полк ПВО[1][2].
- 417-й истребительный авиационный полк ПВО[1][2];
- 417-й истребительный авиационный полк[1][2];
- Войсковая часть (полевая почта) 55627[1][2].

## История и боевой путь полка
История полка ведётся от 936-го истребительного авиационного полка ПВО, сформированного 26 июня 1943 года в составе 2-й гвардейской истребительной авиадивизии ПВО на аэродроме Бекетовка Сталинградской (ныне Волгоградской) области по штату 015/325 на основании приказа ИА ПВО ТС № 0101 от 16.06.1943 г., шифротелеграммы Командующего ПВО ТС № 816 от 20.06.1943 года и приказа 2 гиад № 0082 от 26.06.1943 года.
В июле 1943 года личный состав 30 человек, в основном ИТС, предназначенный для формирования, направлен в н.п. Чёрный Яр на Волге. В октябре 1943 года полк передислоцирован в г. Астрахань, куда начал прибывать летный состав. В ноябре 1943 года полк получил из 83-го гвардейского истребительного авиационного полка ПВО 7 английских истребителей «Харрикейн» и 6 американских «Киттихауков». В январе 1944 года формирование в основном завершено. Полк имел в боевом составе 19 «Киттихауков», 10 «Харрикейнов» и 31 лётчика. В марте 1944 года полк передан в состав вновь сформированной 123-й истребительной авиационной дивизии ПВО Астраханского района ПВО Восточного фронта ПВО.
12 мая 1944 года полк включён в состав действующей армии и приступил к боевой работе в составе 123-й истребительной авиационной дивизии ПВО 87-й дивизии ПВО Южного фронта ПВО (образован 29.03.1944 на базе Восточного и Западного фронтов ПВО) на самолётах «Киттихаук» и «Харрикейн». Боевых вылетов не совершал, осуществляя охрану вверенных объектов путём несения дежурства на земле.
В сентябре 1944 года полк передан вместе с дивизией в состав 86-й дивизии ПВО Южного фронта ПВО. 24 декабря 1944 года вместе со 123-й иад ПВО 86-й дивизии ПВО включён в состав войск Юго-Западного фронта ПВО (2 формирования) (преобразован из Южного фронта ПВО).
1 февраля 1945 года полк исключён из действующей армии. До конца войны входил в состав 123-й истребительной авиационной дивизии ПВО. 17 марта 1945 года переименован в 417-й истребительный авиационный полк на основе директивы ГШ КА № орг/9/81815 от 03.02.1945 года.
Всего в составе действующей армии полк находился: с 12 мая 1944 года по 1 февраля 1945 года.

## Командир полка
- майор Быстров[1], 11.1943 — 05.1944
- майор Суковатый Николай Тимофеевич[1], 05.1944 — 1946

## Послевоенная история полка
После войны полк продолжал входить в состав 123-й истребительной авиационной дивизии ПВО. С 1 февраля полк вместе с дивизией вошёл в состав 21-й воздушной истребительной армии ПВО (66-я воздушная истребительная армия ПВО с 20.02.1949 г., 32-я воздушная истребительная армия ПВО с 31.10.1949 г.). В этом же месяце полк перевооружён на самолёты Ла-5. В сентябре 1946 года перевооружён на Ла-7. В этот период полк базировался на аэродроме Рауховка.
14 января 1949 года полк получил приказ о перевооружении с Ла-7 на американские истребители «Аэрокобра», а уже 21 сентября 1951 года полк приступил к изучению реактивных самолётов МиГ-15. 31 октября 1951 года в составе 123-й истребительной авиационной дивизии передан из 32-й воздушной истребительной армии ПВО в ВВС состав 48-ю воздушную армию Одесского военного округа.
В ноябре 1951 года полк получил истребители МиГ-15бис с Саратовского авиазавода. 1 октября 1952 года полк в составе 123-й истребительной авиационной дивизии передан из 48-й воздушной армии Одесского военного округа в 71-й истребительный авиационный Никопольский орденов Суворова и Кутузова корпус 24-ю воздушную армию Группы Советских войск в Германии с передислокацией на аэродром Лерц.
В октябре 1952 года принял от 665-го истребительного авиационного полка 22 самолёта МиГ-15бис. В 1954 году получил новые самолёты — МиГ-17 и приступил к их освоению. В октябре 1956 года в составе 123-й истребительной авиационной дивизии передислоцирован из 24-й воздушной армии Группы Советских войск в Германии в 30-ю воздушную армию Прибалтийского военного округа. 29 августа 1959 года полк расформирован вместе со 123-й истребительной авиационной дивизией в 30-й воздушной армии Прибалтийского военного округа на аэродроме Хаапсалу в Эстонии.